# Lijst van voetbalinterlands Cuba - Jamaica
Deze lijst van voetbalinterlands is een overzicht van alle officiële voetbalwedstrijden tussen de nationale teams van Cuba en Jamaica. De landen speelden tot op heden 29 keer tegen elkaar. De eerste ontmoeting, een vriendschappelijke wedstrijd, werd gespeeld in Havana op 16 maart 1930. Het laatste duel, een groepswedstrijd tijdens de CONCACAF Nations League 2024/25, vond plaats op 6 september 2024 in Kingston.

## Wedstrijden
| №  | Plaats        | Datum            | Competitie                               | Wedstrijd      | Uitslag |
| -- | ------------- | ---------------- | ---------------------------------------- | -------------- | ------- |
| 1  | Havana        | 16 maart 1930    | Vriendschappelijk                        | Cuba – Jamaica | 3 – 1   |
| 2  | Kingston      | 24 augustus 1962 | Vriendschappelijk                        | Jamaica − Cuba | 6 − 1   |
| 3  | Kingston      | 16 januari 1965  | WK 1966 kwalificatie                     | Jamaica − Cuba | 2 − 0   |
| 4  | Havana        | 7 februari 1965  | WK 1966 kwalificatie                     | Cuba − Jamaica | 2 − 1   |
| 5  | San Juan      | 16 juni 1966     | Vriendschappelijk                        | Cuba − Jamaica | 7 − 0   |
| 6  | Kingston      | 14 januari 1967  | CONCACAF-kampioenschap 1967 kwalificatie | Jamaica − Cuba | 0 − 1   |
| 7  | Kingston      | 4 december 1971  | CONCACAF-kampioenschap 1971 kwalificatie | Jamaica − Cuba | 0 − 1   |
| 8  | Havana        | 4 oktober 1971   | CONCACAF-kampioenschap 1971 kwalificatie | Cuba − Jamaica | 0 − 0   |
| 9  | Kingston      | 2 april 1972     | Vriendschappelijk                        | Jamaica − Cuba | 2 − 0   |
| 10 | Kingston      | 15 augustus 1976 | WK 1978 kwalificatie                     | Jamaica − Cuba | 1 − 3   |
| 11 | Havana        | 29 augustus 1976 | WK 1978 kwalificatie                     | Cuba − Jamaica | 2 − 0   |
| 12 | Port of Spain | 17 juni 1992     | Caribbean Cup 1992                       | Jamaica − Cuba | 0 − 0   |
| 13 | Kingston      | 12 maart 1995    | Vriendschappelijk                        | Jamaica − Cuba | 0 − 0   |
| 14 | Montego Bay   | 21 juli 1995     | Caribbean Cup 1995                       | Jamaica − Cuba | 1 − 2   |
| 15 | Kingston      | 14 januari 1996  | Vriendschappelijk                        | Jamaica − Cuba | 1 − 1   |
| 16 | Kingston      | 29 juni 1997     | Vriendschappelijk                        | Jamaica − Cuba | 3 − 0   |
| 17 | Port of Spain | 10 juni 1999     | Caribbean Cup 1999                       | Cuba − Jamaica | 2 − 0   |
| 18 | Kingston      | 2 juli 2000      | Vriendschappelijk                        | Jamaica − Cuba | 1 − 1   |
| 19 | Kingston      | 10 juni 2001     | Vriendschappelijk                        | Jamaica − Cuba | 4 − 1   |
| 20 | Havana        | 20 juli 2001     | Vriendschappelijk                        | Cuba − Jamaica | 0 − 0   |
| 21 | Havana        | 11 maart 2003    | Vriendschappelijk                        | Cuba − Jamaica | 0 − 0   |
| 22 | Havana        | 13 maart 2003    | Vriendschappelijk                        | Cuba − Jamaica | 1 − 0   |
| 23 | Kingston      | 6 juli 2003      | Vriendschappelijk                        | Jamaica − Cuba | 1 − 2   |
| 24 | Bridgetown    | 24 februari 2005 | Caribbean Cup 2005                       | Cuba − Jamaica | 0 − 1   |
| 25 | Kingston      | 22 februari 2012 | Vriendschappelijk                        | Jamaica − Cuba | 1 − 0   |
| 26 | Montego Bay   | 24 februari 2012 | Vriendschappelijk                        | Jamaica − Cuba | 3 − 0   |
| 27 | Saint John's  | 12 december 2012 | Caribbean Cup 2012                       | Jamaica − Cuba | 0 − 1   |
| 28 | Montego Bay   | 30 maart 2015    | Vriendschappelijk                        | Jamaica − Cuba | 3 − 0   |
| 29 | Kingston      | 6 september 2024 | CONCACAF Nations League 2024/25          | Jamaica − Cuba | 0 − 0   |

## Samenvatting
| Competitie                     | Totaal gespeeld | Winst Cuba | Gelijk | Winst Jamaica | Doelsaldo Cuba – Jamaica |
| ------------------------------ | --------------- | ---------- | ------ | ------------- | ------------------------ |
| WK-kwalificatie                | 4               | 3          | 0      | 1             | 7 − 4                    |
| CONCACAF Gold Cup-kwalificatie | 3               | 2          | 1      | 0             | 2 − 0                    |
| CONCACAF Nations League        | 1               | 0          | 1      | 0             | 0 − 0                    |
| Caribbean Cup                  | 5               | 3          | 1      | 1             | 5 − 2                    |
| Vriendschappelijk              | 16              | 4          | 5      | 7             | 17 − 26                  |
| Totaal                         | 29              | 12         | 8      | 9             | 31 − 32                  |

Wedstrijden bepaald door strafschoppen worden, in lijn met de FIFA, als een gelijkspel gerekend.
AFC · A-internationals · Bondscoaches · Cubaans vrouwenelftal · Cuba U21 · Cuba U20 · Cuba U19 · Cuba U18 · Cuba U17
1920 – 1949 ·
1950 – 1969 ·
1970 – 1979 ·
1980 – 1989 ·
1990 – 1999 ·
2000 – 2009 ·
2010 – 2019 ·
2020 − 2029
WK 1938
OS 1976 ·
OS 1980
Albanië ·
Algerije ·
Angola ·
Antigua en Barbuda ·
Aruba ·
Bahama's ·
Barbados ·
Belize ·
Bermuda ·
Bolivia ·
Britse Maagdeneilanden ·
Bulgarije ·
Canada ·
Chili ·
China ·
Colombia ·
Costa Rica ·
Curaçao ·
DDR ·
Dominica ·
Dominicaanse Republiek ·
Ecuador ·
El Salvador ·
Ghana ·
Grenada ·
Guatemala ·
Guyana ·
Haïti ·
Honduras ·
Indonesië ·
Jamaica ·
Kaaimaneilanden ·
Kameroen ·
Mexico ·
Nicaragua ·
Nederlandse Antillen ·
Panama ·
Puerto Rico ·
Roemenië ·
Saint Kitts en Nevis ·
Saint Lucia ·
Saint Vincent en de Grenadines ·
Suriname ·
Trinidad en Tobago ·
Turks en Caicoseilanden ·
Uruguay ·
Venezuela ·
Verenigde Staten ·
Zuid-Korea ·
Zweden
JFF · A-internationals · Bondscoaches · Selecties · Statistieken · Jamaicaans vrouwenelftal · Olympisch elftal · Jamaica U21 · Jamaica U19 · Jamaica U17
1920 – 1959 · 
1960 – 1969 · 
1970 – 1979 · 
1980 – 1989 · 
1990 – 1999 · 
2000 – 2009 · 
2010 – 2019 · 
2020 – 2029
Gold Cup 1991 · 
Gold Cup 1993 · 
Gold Cup 1998 · 
Gold Cup 2000 · 
Gold Cup 2003 · 
Gold Cup 2005 · 
Gold Cup 2009 · 
Gold Cup 2011 · 
Gold Cup 2015
Copa América 2015
WK 1998
1925 · 
1926 · 
1927–1929 · 
1930 · 
1931 · 
1932 · 
1933–1934 · 
1935 · 
1936 · 
1937 · 
1938 · 
1939–1946 · 
1947 · 
1948 · 
1949 · 
1950 · 
1951 · 
1952 · 
1953 · 
1954–1956 · 
1957 · 
1958 · 
1959 · 
1960 · 
1961 · 
1962 · 
1963 · 
1964 · 
1965 · 
1966 · 
1967 · 
1968 · 
1969 · 
1970 · 
1971 · 
1972 · 
1973 · 
1974 · 
1975 · 
1976 · 
1977 · 
1978 · 
1979 · 
1980 · 
1981 · 
1982 · 
1983 · 
1984 · 
1985 · 
1986 · 
1987 · 
1988 · 
1989 · 
1990 · 
1991 · 
1992 · 
1993 · 
1994 · 
1995 · 
1996 · 
1997 · 
1998 · 
1999 · 
2000 · 
2001 · 
2002 · 
2003 · 
2004 · 
2005 · 
2006 · 
2007 · 
2008 · 
2009 · 
2010 · 
2011 · 
2012 · 
2013 · 
2014 · 
2015 · 
2016 ·
2017 ·
2018 ·
2019 ·
2020 ·
2021 ·
2022 ·
2023 ·
2024
Amerikaanse Maagdeneilanden ·
Antigua en Barbuda ·
Argentinië ·
Aruba ·
Australië ·
Bahama's ·
Barbados ·
Bermuda ·
Bolivia ·
Brazilië ·
Britse Maagdeneilanden ·
Bulgarije ·
Canada ·
Chili ·
China ·
Colombia ·
Costa Rica ·
Cuba ·
Curaçao ·
Dominica ·
Dominicaanse Republiek ·
Ecuador ·
Egypte ·
El Salvador ·
Engeland ·
Frankrijk ·
Ghana ·
Grenada ·
Guatemala ·
Guyana ·
Haïti ·
Honduras ·
Ierland ·
India ·
Indonesië ·
Iran ·
Japan ·
Jordanië ·
Kaaimaneilanden ·
Kameroen ·
Kroatië ·
Maleisië ·
Marokko ·
Mexico ·
Nederlandse Antillen ·
Nicaragua ·
Nieuw-Zeeland ·
Nigeria ·
Noord-Macedonië ·
Noorwegen ·
Panama ·
Paraguay ·
Peru ·
Puerto Rico ·
Qatar ·
Saint Kitts en Nevis ·
Saint Lucia ·
Saint Vincent en de Grenadines ·
Saoedi-Arabië ·
Servië ·
Suriname ·
Trinidad en Tobago ·
Uruguay ·
Venezuela ·
Verenigde Staten ·
Vietnam ·
Wales ·
Zambia ·
Zuid-Afrika ·
Zuid-Korea ·
Zweden ·
Zwitserland